# 156 (число)
156 (сто пятьдесят шесть) — натуральное число между 155 и 157.
- 156 день в году — 5 июня (в високосный год — 4 июня).

## В математике
- 156 — является чётным составным[1] трёхзначным числом.
- Сумма цифр этого числа — 12
- Произведение цифр этого числа — 30
- Квадрат числа 156 — 24 336
- Куб числа 156 — 3 796 416
- 51-е число харшад: {\displaystyle 156/12=} 13[2]
- 35-е избыточное число.[3]

## В технике
- Alfa Romeo 156 — седан и универсал, выпускавшийся компанией Alfa Romeo с 1997 до 2005 года.
- Ferrari 156/85 — гоночный автомобиль с открытыми колёсами команды Scuderia Ferrari, выступавший в Чемпионате мира Формулы-1 сезона 1985 года.
- Ferrari 156[англ.]
- Fieseler Fi 156 Storch — малый немецкий самолёт, создававшийся и использовавшийся массово в нацистской Германии и союзных с ним странах в период с 1937 по 1945 годы. Его выпуск продолжался до конца 1950-х годов.
- U-156 — подводная лодка типа IXC кригсмарине времён Второй мировой войны.

## В других областях
- 156 год.
- 156 год до н. э.
- NGC 156 — двойная звезда в созвездии Кит.
- 156-й истребительный авиационный полк — воинское подразделение вооружённых СССР в Великой Отечественной войне.
- 156-й армейский зенитный артиллерийский полк — воинское подразделение вооружённых СССР в Великой Отечественной войне.
- 156-я стрелковая дивизия.
- 156-я стрелковая дивизия (1-го формирования).
- 156-й меридиан восточной долготы.
- (156) Ксантиппа — крупный астероид главного пояса.